# Otok (województwo dolnośląskie)
Otok – wieś w Polsce położona w województwie dolnośląskim, w powiecie bolesławieckim, w gminie Bolesławiec.
W latach 1975–1998 miejscowość położona była w województwie jeleniogórskim.

## Nazwa
Wzmianka z 1273 mówi o wsi Ottoc. W księdze łacińskiej Liber fundationis episcopatus Vratislaviensis (pol. Księga uposażeń biskupstwa wrocławskiego) spisanej za czasów biskupa Henryka z Wierzbna w latach 1295–1305 miejscowość wymieniona jest w zlatynizowanej formie Othock. W 1397 nazwę zapisano jako Ottogk. 

## Historia
Na południowy zachód od obecnej wsi znajdował się założony ok. IX–X wieku gród plemienia Bobrzan. W latach 1455–1550 wieś stanowiła własność rady miejskiej Bolesławca.